# Un osito de peluche de Taiwán
«Un osito de peluche de Taiwán» es una canción de la banda argentina de ska Los Auténticos Decadentes, publicada como sencillo a mediados de 2004, siendo el tercer corte de difusión del álbum Sigue tu camino. Fue escrita por Jorge Serrano y producida por Juanchi Baleirón.
Esta canción aparece en el puesto 2 de la lista de las 50 mejores canciones del rock argentino de la década del 2000, según la revista Rolling Stone.
El 5 de noviembre de 2011, la canción fue grabada en vivo con Fernando Ruiz Díaz, cantante de Catupecu Machu, en el Palacio de los Deportes de la Ciudad de México, donde dicha grabación pertenece al álbum en vivo llamado Hecho en México: 25 Aniversario.

## Descripción
La canción «Un osito de peluche de Taiwán» es una expresión poética que aborda la complejidad de las relaciones amorosas, y la dualidad entre el deseo de independencia y la necesidad de cercanía emocional. La letra refleja un estado de confusión y ambivalencia emocional que a menudo acompaña al amor.
El narrador describe una serie de imágenes oníricas y surrealistas que evocan un sentimiento de ensueño y melancolía. La referencia a un “osito de peluche de Taiwán” y una “cáscara de nuez en el mar” sugiere algo frágil y delicado, posiblemente simbolizando la vulnerabilidad en las relaciones. Estas metáforas contrastan con la intensidad de los sentimientos descritos, como la tormenta que alumbra tras la calma, representando la turbulencia emocional que siente el protagonista.
La canción también explora la paradoja de querer espacio (“necesito un poco de libertad”) y al mismo tiempo temer la pérdida del ser amado (“me preocupa que te pueda perder”). Esta lucha interna refleja la naturaleza contradictoria del amor y la libertad, y cómo la búsqueda de un equilibrio entre ambos puede ser un desafío. Los Auténticos Decadentes logran transmitir esta complejidad emocional con una melodía pegajosa y letras que resuenan con muchos oyentes.

## Músicos
- Gustavo "Cucho" Parisi – voz.
- Jorge "Perro viejo" Serrano – guitarras, voz, coros y pincullo.
- Diego Demarco – guitarra, voz y coros.
- Gustavo "Nito" Montecchia – guitarras y coros.
- Gastón "El Francés" Bernardou – percusión, efectos y sintetizadores.
- Martín "La Mosca" Lorenzo – percusión y coros.
- Daniel Zimbello – trombón.
- Pablo Armesto – bajo y coros.
- Pablo "Flaco" Rodríguez – saxos, flauta y pincullo.
- Eduardo "El Animal" Trípodi – percusión y coros.
- Mariano "Negro" Franceschelli – batería, bajo, percusión y coros.
- Guillermo "Capanga" Eijo – trompeta.
- Gustavo Carrozzo – teclados.[3]

## Créditos y personal
- Grabado en Estudios Labardén (Buenos Aires, Argentina).
- Voces grabadas en La Alegría de Vivir (Buenos Aires, Argentina).
- Mezclado en Circo Beat Studio (Buenos Aires, Argentina).
- Ingeniero de grabación y mezcla: Sebastián Percal.
- Hugo "Chiche" Santander y Silvio Massimo – asistentes en Estudios Lavarden.
- Ricardo Gafil Marín y Martín "La Mosca" Lorenzo – asistentes en Circo Beat Studio.
- Masterizado en Mr. Master por Eduardo Bergallo.[3]